# ДВВ (футбольний клуб)
ДВВ (нід. A.S.V. .D.W.V., Amsterdamse Sport Vereniging Door Wilskracht Verkregen) — колишній аматорський нідерландський футбольний клуб з міста Амстердам, заснований 1912 року. У 2013 році припинив своє існування, об'єднавшись з клубом «Де Волевейккерс».

## Історія
Футбольний клуб було засновано 1912 року. З 1921 року клуб грав у третьому дивізіоні країни. У 1935, 1936 і 1937 роках клуб став чемпіоном третього класу і з третьої спроби пробився до другого дивізіону. Найвищим досягненням клубу став вихід у фінал Кубка Нідерландів в сезоні 1947/48. У 1949 і 1950 роках клуб ставав переможцем другого дивізіону і з другої спроби в 1950 році вийшов до вищого дивізіону країни. Втім там команда провела лише один сезон 1950/51, зайнявши 11 місце.

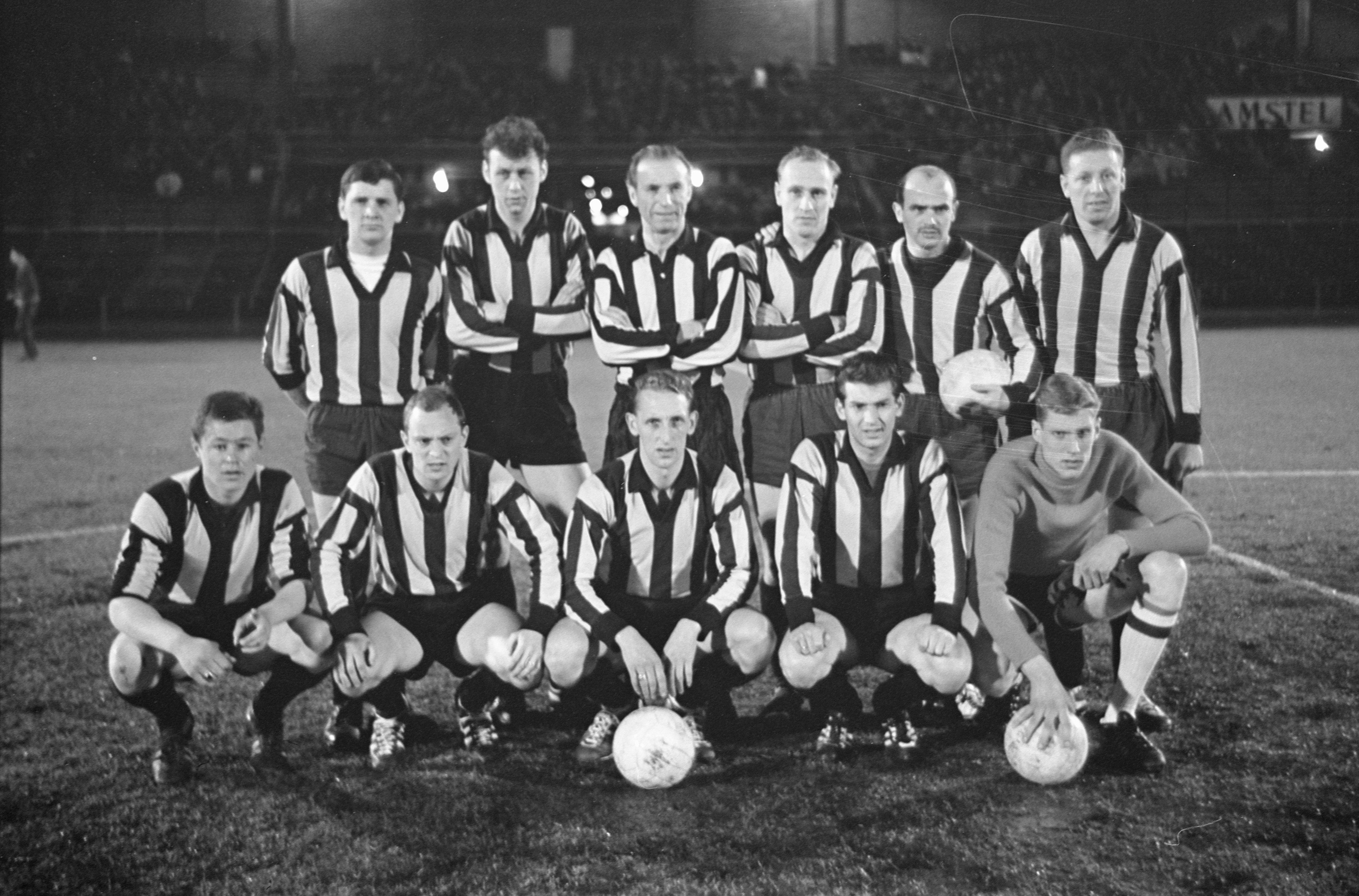
ДВВ у 1962 році.

Коли професійний футбол був введений в Нідерландах у 1954 році, ДВВ вирішив залишитись аматорським клубом. У 1990 році клуб виграв Аматорський кубок Нідерландів.
2013 року команда об'єдналась із клубом «Де Волевейккерс», утворивши нову команду «Бейкслот».

## Досягнення
- Кубок Нідерландів:
  -  Фіналіст (1): 1947/48